# ヤシオファクトリー
ヤシオファクトリーは、埼玉県八潮市にあるシルビアを主とする日産系車両を得意とするチューニングショップ。社長である岡村和義自らもハンドルを握り、D1ストリートリーガルやNISMOフェスタなどのイベントに参加し、ビデオオプション、ホットバージョンなどのDVDや雑誌に多く出演している。ラジエターをはじめとした冷却系チューニングでは自社パーツを多数発売している。イメージカラーはピンクであり、デモカーや自社商品に多用している。

## エピソード
- ショップデモカーのナンバープレートは840（ヤシオ）で統一。車体色はピンクが多い。余談だが、社用の積載車もピンクに塗装している。
- 以前は、老朽化した小さい店舗で細々と営業し、『6畳1間の趣味部屋』と揶揄されたが、2003年に改装し、近代的な設備を揃え、チューニング雑誌などにも紹介された。岡村社長の交友関係は広く、オープンの際にはレーサー・自動車マスコミ・同業者などが多く祝いに駆けつけた。（この時送られたの祝花の殆どはD1ドライバーである今村陽一が営む山梨県の生花店のものが使われていた）。
- D1GPにおいて熊久保インプレッサが過給機系の不具合をメカニックが5分で修理した際、岡村氏が3日かかるとリアクションし「ヤシオファクトリーでは3日かかる作業が、なんとJUNオートメカニック5分で終えた！」と実況され、早業を称賛した。
- Option創設者の稲田大二郎のドリフト用車両などの制作・改造を行っている。余談だが、ストリームZ GT Jr. の制作の際にTOP SECRETのスモーキー永田氏も「不慮の事故」により巻き込まれてしまった。
- 2021年のHKSハイパーミーティングのSSクラスレースにヤシオファクトリーから4台が出場した。その際ヤシオファクトリーのS15シルビアと他チームのGR YARISが交錯し、GR YARISが1.5メートルほどジャンプする珍事が発生した。